# Dmitri Trapeznikov
Dmitri Viktorovitch Trapeznikov (en russe : Дми́трий Ви́кторович Трапе́зников, en ukrainien : Дмитро Вікторович Трапезников), né le 12 avril 1981 à Krasnodar (RSFSR) est un dirigeant séparatiste ukrainien pro-russe.
En août 2018, après l'assassinat d'Alexandre Zakhartchenko, il est brièvement président et Premier ministre de la république populaire de Donetsk par intérim, avant d'être remplacé par Denis Pouchiline.

## Biographie

### Enfance
Dmitri Trapeznikov naît le 12 avril 1981 à Krasnodar dans le Kouban. Sa famille déménage à Donetsk en 1982.

### Formation
Il poursuit ses études à l'académie d'État de construction et d'architecture de Donetsk, dont il sort diplômé en 2004.

### Carrière professionnelle
De 2001 à 2005, il travaille pour le club de football Chakhtar Donetsk. Il travaille ensuite pour différentes sociétés notamment, de 2012 à 2014, à Kiev.

### Guerre du Donbass
Lors de la guerre du Donbass, Dmitri Trapeznikov retourne à Donetsk et s'engage aux côtés des séparatistes.
À partir de décembre 2014, il fait partie de l'administration d’Alexandre Zakhartchenko. Il devient vice-Premier ministre en avril 2016.
Après la mort de Zakhartchenko dans un attentat, le 31 août 2018, Dmitri Trapeznikov est nommé à ses fonctions par intérim. Denis Pouchiline le remplace une semaine plus tard. Le 11 novembre 2018, celui-ci est élu président de la république populaire de Donetsk.